# Mauro Malaguti
Mauro Malaguti (Ferrara, 1º marzo 1960) è un politico e giornalista italiano.

## Biografia
Nato a Ferrara nel 1960, ha conseguito la laurea in lettere e ha ottenuto la specializzazione in giornalismo, iscrivendosi all'albo professionale. Ha diretto i periodici Il Nuovo Corriere Padano di Ferrara e l'Architrave di Bologna.
Ha militato nelle file di Alleanza Nazionale dal 1994 ed è stato consigliere della circoscrizione Centro dal 1995 al 1999. Eletto al consiglio comunale di Ferrara nel 1999, è stato riconfermato nel 2004. Alle elezioni provinciali del 2009 è stato candidato alla presidenza della provincia di Ferrara per Il Popolo della Libertà, venendo sconfitto al ballottaggio dalla candidata Marcella Zappaterra del Partito Democratico. Dal 2010 al 2014 è stato consigliere regionale dell'Emilia-Romagna.
Alle elezioni politiche del 2022 è eletto deputato per Fratelli d'Italia nel collegio uninominale di Ferrara con il 47,7% dei voti.